# Cherry Tree, Pennsylvania
Cherry Tree är en kommun av typen borough i Indiana County i Pennsylvania. Vid 2010 års folkräkning hade Cherry Tree 364 invånare.